# I Hate Rock 'n' Roll
I Hate Rock 'n' Roll è un singolo del gruppo musicale britannico The Jesus and Mary Chain, pubblicato nel maggio 1995.
Venne inserito nella compilation Hate Rock 'n' Roll di quell'anno. Raggiunse il n° 61 delle classifiche britanniche. Questa fu l'ultima pubblicazione della band su questa etichetta. Il formato da 10" venne numerato e limitato a 5000 copie. La versione rielaborata della traccia, che è stata soprannominata I Love Rock 'n' Roll è stata inclusa nell'album Munki, uscito nel 1998.

## Tracce

### CD e 10" (ed. limitata)
1. I Hate Rock 'n' Roll - 3:45 (W. Reid)
2. Bleed Me - 3:36 (J. Reid)
3. 33⅓ - 3:18 (J. Reid)
4. Lost Star - 2:02 (W. Reid)

## Formazione
- Jim Reid - voce, chitarra
- William Reid - chitarra, voce
- Ben Lurie - basso, chitarra
- Nick Sanderson - batteria

### Produzione
- Dick Meaney - ingegneria del suono